# Likud
Il Likud (in ebraico ליכוד, che significa "consolidamento") è un partito nazionalista liberale e di destra israeliano. È il principale partito di centro-destra del paese.

## Storia e idee
Il Likud pone le sue radici nel movimento sionista riformista di Vladimir Žabotinskij (dal 1923 Partito revisionista sionista o Hatzohar), liberale, e nella sua ala militare (Irgun Zvai Leumi o Etzel), nazionalista. Subito dopo la nascita di Israele questa ala si trasformò nel partito Herut (Libertà), che prosciugò il seguito di Hatzohar e nel 1961 si unì ai Libralim (Liberali) nel blocco elettorale Gahal, la maggiore forza di opposizione. Grazie a una nuova serie di convergenze il Likud fu fondato nel 1973 da Menachem Begin, che lo condusse alla storica vittoria del 1977, la prima volta in cui i laburisti andarono all'opposizione. Solo nel 1988 il Likud divenne un partito unitario.
Liberista in campo economico, e perciò tradizionalmente rivale del Partito Laburista Israeliano, sostiene un nazionalismo più rigido, per tradizione storica risalente all'ultimo decennio prima dell'indipendenza. Tuttavia, va notato che tutti i suoi leader hanno presieduto, da primi ministri, a iniziative di pace, con l'Egitto nel 1977-1979 e con i palestinesi nel 1991 e nel 1998.

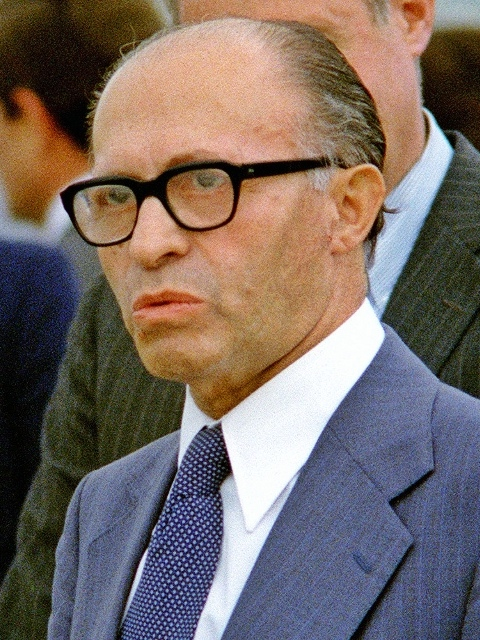
Menachem Begin, il fondatore del Likud

Menachem Begin, primo ministro israeliano nel 1977, ne fu il leader dal 1973 al 1983. Dal 1983 al 1993 leader del partito fu Yitzhak Shamir, primo ministro nel 1986, seguito da Benjamin Netanyahu, primo ministro dal 1996, dal 1993 al 1999 e da Ariel Sharon, primo ministro dal 2001, dal 1999 al 2005.
Dopo la decisione di ritirarsi da Gaza, presa da Sharon nel 2005, e il conseguente tramonto dell'ideale del "Grande Israele", nel Likud si è aperta una crisi, che ha portato ad una scissione: Sharon ha fondato il partito centrista Kadima, mentre Netanyahu è restato nel Likud, ridiventandone il leader, portandolo su posizioni più a destra. Alle elezioni legislative 2006 il Likud ha subito un crollo, arrivando quarto, dietro al partito ultra-ortodosso Shas. Non è entrato nel governo. Il leader attuale è Benjamin Netanyahu.
Il Likud attualmente sostiene la soluzione dei due stati, per risolvere il conflitto israelo-palestinese, ma è molto cauto e ritiene che il riconoscimento dello Stato di Palestina sia subordinato alla piena accettazione dell'esistenza di Israele da parte di tutte le forze politiche palestinesi, compresi gli islamisti radicali di Hamas. In alternativa considera la soluzione a stato unico dell'opzione giordana.
Nel 2009 le elezioni israeliane vedono un ritorno in auge del partito, che porta al governo i partiti più radicali dell'estrema destra israeliana. Sebbene Kadima vinca di un seggio, il suo candidato Tzipi Livni fallisce nel trovare accordi di coalizione. Il leader del Likud Netanyahu ottiene invece la fiducia del presidente Peres governando con una alleanza tra il suo partito, i laburisti e Yisrael Beytenu, il partito dell'estremista Avigdor Lieberman, accusato di essere sostenitore della pulizia etnica dei cittadini israeliani di etnia araba.
In occasione delle elezioni dell'aprile 2019, Likud si fonde con Kulanu. Nelle elezioni del settembre 2019 ottiene un seggio in meno dello sfidante Blu e Bianco, che risulterà poi partner di governo. Il nuovo governo israeliano, composto da molti membri della coalizione Blu e Bianco e del Likud, presta giuramento il 17 maggio 2020. Il 2 dicembre 2020, la Knesset approva la lettura preliminare di un disegno di legge per lo scioglimento del governo con un voto di 61 voti a favore e 54 contro.

## Presidenti

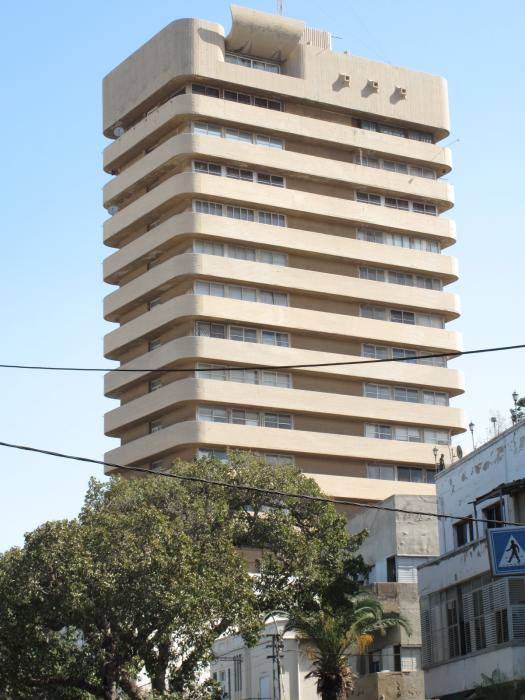
Metzudat Zeʾev in King George V Street a Tel Aviv, dal nome di Vladimir Žabotinskij, ospita la sede del partito del Likud

| Presidente | Presidente | Presidente         | Inizio mandato | Fine mandato | Premierato           | Elezioni della Knesset                                       | Eletto/rieletto come presidente |
| ---------- | ---------- | ------------------ | -------------- | ------------ | -------------------- | ------------------------------------------------------------ | ------------------------------- |
| 1          |            | Menachem Begin     | 1973           | 1983         | 1977–1983            | 1977, 1981                                                   |                                 |
| 2          |            | Yitzhak Shamir     | 1983           | 1993         | 1983–1984, 1986–1992 | 1984, 1988, 1992                                             | 1983, 1984 e 1992               |
| 3          |            | Benjamin Netanyahu | 1993           | 1999         | 1996–1999            | 1996, 1999                                                   | 1993, e 1999 (Gen)              |
| 4          |            | Ariel Sharon       | 1999           | 2005         | 2001–2006            | 2001, 2003                                                   | 1999 (Set) e 2002               |
| (3)        |            | Benjamin Netanyahu | 2005           | in carica    | 2009–2021, 2022–     | 2006, 2009, 2013, 2015, Apr 2019, Set 2019, 2020, 2021, 2022 | 2005 2007 2012, 2014 e 2019     |

## Primi ministri
Finora, il Likud ha fornito i seguenti primi ministri:
- Menachem Begin (1977–1983)
- Yitzhak Shamir (1983–1984)
- Yitzhak Shamir (1986–1992)
- Benjamin Netanyahu (1996–1999)
- Ariel Sharon (2001–2005)
- Benjamin Netanyahu (2009–2021, 2022-)

## Risultati elettorali
| Elezioni       | Leader             | Voti      | %         | +/-  | Seggi    | +/- |
| -------------- | ------------------ | --------- | --------- | ---- | -------- | --- |
| 1973           | Menachem Begin     | 473,309   | 30,2 (#2) |      | 39 / 120 | 7   |
| 1977           | Menachem Begin     | 583,968   | 33,4 (#1) | 3,2  | 43 / 120 | 4   |
| 1981           | Menachem Begin     | 718,941   | 37,1 (#1) | 3,7  | 48 / 120 | 3   |
| 1984           | Yitzhak Shamir     | 661,302   | 31,9 (#2) | 5,2  | 41 / 120 | 7   |
| 1988           | Yitzhak Shamir     | 709,305   | 31,1 (#1) | 0,8  | 40 / 120 | 1   |
| 1992           | Yitzhak Shamir     | 651,229   | 24,9 (#2) | 6,2  | 32 / 120 | 8   |
| 1996           | Benjamin Netanyahu | 767,401   | 25,1 (#2) | 0,2  | 22 / 120 | 10  |
| 1999           | Benjamin Netanyahu | 468,103   | 14,1 (#2) | 11   | 19 / 120 | 3   |
| 2003           | Ariel Sharon       | 925,279   | 29,4 (#1) | 15,3 | 38 / 120 | 19  |
| 2006           | Benjamin Netanyahu | 281,996   | 9 (#4)    | 20,4 | 12 / 120 | 26  |
| 2009           | Benjamin Netanyahu | 729,054   | 21,6 (#2) | 12,6 | 27 / 120 | 15  |
| 2013           | Benjamin Netanyahu | 884,631   | 23,3 (#5) | 1,7  | 20 / 120 | 7   |
| 2015           | Benjamin Netanyahu | 984,966   | 23,4 (#1) | 0,1  | 30 / 120 | 10  |
| Aprile 2019    | Benjamin Netanyahu | 1,138,772 | 26,5 (#1) | 3,1  | 35 / 120 | 5   |
| Settembre 2019 | Benjamin Netanyahu | 1,113,617 | 25,1 (#2) | 1,4  | 32 / 120 | 3   |
| 2020           | Benjamin Netanyahu | 1,349,171 | 29,5 (#1) | 4,4  | 36 / 120 | 4   |
| 2021           | Benjamin Netanyahu | 1,066,892 | 24,2 (#1) | 5,3  | 30 / 120 | 6   |
| 2022           | Benjamin Netanyahu | 1,115,049 | 23,4 (#1) | 0,8  | 32 / 120 | 2   |